# Muhammad al-Fadl
Muhammad al-Fadl (tiếng Ả Rập: محمد الفاضل, còn gọi là Muhammad III) là sultan của Vương quốc Hồi giáo Darfur từ năm 1803 đến năm 1838.